# Поколение 880 тысяч вон
«Поколение 880 тысяч вон» — это книга, написанная экономистом У Сок Хуном и блогером, а также социальным активистом Пак Квон Илем, бывшим журналистом ежемесячного издания. Она описывает молодых людей в возрасте от 20 до 30 лет, которые вынуждены работать на низкооплачиваемых работах, чаще всего временных, и скитаться по рынку труда. Название книги стало общественным термином, символизирующим экономическое положение молодёжи. Книга была опубликована в августе 2007 года интернет-изданием «Redian» и стала первой книгой в серии «Альтернативы корейской экономики». Её подзаголовок — «Экономика надежды в эпоху отчаяния».
Автор У Сок Хун 26 марта 2012 года объявил в своём блоге о прекращении выпуска книги «Поколение 880 тысяч вон». Он заявил, что его книга использовалась не по назначению и стала «книгой, наносящей больше вреда, чем пользы». В частности, его беспокоило, что политик Сон Су Чо, называющая себя представителем «поколения 880 тысяч вон», использовала этот термин. У Сок Хун отметил, что книга стала для молодёжи оправданием для бездействия, и призвал молодых людей «прийти в себя». После этого сообщения он действительно обсудил вопрос с издательством и прекратил выпуск книги, к тому моменту было продано около 140 тысяч экземпляров.
Соавтор книги Пак Квон Иль выразил согласие с прекращением выпуска книги, но не согласился с мотивами У Сок Хуна. В своём блоге Пак Квон Иль отметил, что «ограничения книги лежат на её авторах», и объяснил, что «нельзя перекладывать вину за эти ограничения на молодёжь».

## Сюжет книги
Термин «Поколение 880 тысяч вон» используется для обозначения молодых людей, которые уже работают или планируют работать на временных должностях. По мнению авторов, в 2007 году двадцатилетние имели высокие шансы стать временными работниками с зарплатой около 880 тысяч вон в месяц, что и дало название этому понятию. Это напоминает термин, описывающий экономическое положение итальянской молодёжи, известный как «Поколение 1000 евро» (Milleuristi), и одноимённый роман, изданный в 2005 году.
Авторы книги утверждают, что нынешние двадцатилетние, даже если победят в конкурентной борьбе внутри своего поколения, вынуждены будут продолжать соперничество с предыдущими поколениями, такими как «Поколение 386» и «Поколение Юсин». Поэтому они призывают: «Двадцатилетние, закройте учебники по TOEFL, стройте баррикады и берите камни!» — как гласит лозунг на обложке книги. Этот призыв, как и название книги, получил широкое распространение.
Камни, о которых говорят авторы, являются метафорой. Это символизирует необходимость солидарности среди молодёжи. Например, на 288-й странице книги авторы предлагают представить, что «если бы 10 тысяч двадцатилетних отказались посещать Starbucks и заявили, что будут пить кофе и чай, приготовленные владельцами кафе их возраста», то это и было бы «камнями».
После выхода книги её продажи были высокими, а термин «Поколение 880 тысяч вон» стал популярным обозначением для молодёжи. Политики, журналисты и академики часто использовали этот термин, чтобы описать трудности, с которыми сталкивается современное молодое поколение.

## Влияние
После успеха «Поколения 880 тысяч вон» начали появляться различные другие термины, отражающие мрачное положение молодёжного поколения. Один из наиболее известных — «Поколение сампхо», введённый газетой Kyunghyang Shinmun (кор. 경향신문), означает поколение, отказавшееся от трёх важных аспектов: любви, брака и рождения детей.
Хотя этот термин появился после «поколения 880 тысяч вон», также стал распространённым самоуничижительный термин «잉여» (избыток). Даже появился журнал под названием «월간 잉여».
15 февраля 2013 года Herald Economy представила несколько популярных новых слов, отражающих трудности молодёжного поколения. Они упомянули, что помимо «Поколения сампхо» появились также «민달팽이 세대» (поколение улиток), обозначающее молодых людей, живущих в арендованных жилых помещениях или общежитиях без собственного жилья. «낙타세대» (поколение верблюдов) используется для отражения трудностей с трудоустройством.

## Список источников
1. ↑  Sŏk-hun U, Kwŏn-il Pak. 88-manwŏn sedae: chŏlmang ŭi sidae e ssŭnŭn hŭimang ŭi kyŏngjehak. — 1-pʻan. — Sŏul-si: Rediang Midiŏ, 2007. — Т. 01. — 328 с. — (Hanʼguk kyŏngje taean sirijŭ). — ISBN 978-89-959952-0-4.
2. ↑  레디앙. Дата обращения: 22 июня 2024. Архивировано 22 июня 2024 года.
3. ↑  임시연습장 :: 88만원 세대, 이젠 절판할까 한다… web.archive.org (28 апреля 2012). Дата обращения: 22 июня 2024. Архивировано из оригинала 28 апреля 2012 года.
4. ↑  우석훈 "손수조가 '88만원 세대'라는데..." (кор.). 오마이뉴스 (26 марта 2012). Дата обращения: 22 июня 2024. Архивировано 22 июня 2024 года.
5. ↑  기자, 안은별. 우석훈 '20대, 정신 차려!'… 절판 선언 (кор.). www.pressian.com (27 марта 2012). Дата обращения: 22 июня 2024. Архивировано 22 июня 2024 года.